# ギー1世 (ロシュフォール伯)
ギー1世・ド・ロシュフォール（Gui Ier de Rochefort, 1055年 - 1108年）あるいはギー2世・ド・モンレリ（Gui II de Montlhéry）は、フランス貴族。髪が赤毛であったことで知られル・ルージュ（Le Rouge, 赤毛伯）とも称された。同名の甥モンレリ領主ギー2世がいる。
中世フランス王国のフィリップ1世の臣下の中で重役を歴任した人物。ロシュフォール伯であり、シュヴルーズ、シャトーフォール（フランス語版）、 グルネー＝シュル＝マルヌ（フランス語版）、クレシー=アン=ブリー（フランス語版）の領主であり、さらにブレタンクール（フランス語版）城主であった。

## 生涯
ギーは父モンレリ領主ギー1世と母アラスのラ・フェルテ（フランス語版）女領主オディエルヌ・ド・ゴメッツ（フランス語版）の次男として生まれた。モンレリ領およびモンレリ城の相続人は長男である兄ミロン1世（フランス語版）に決められていた。ギーはロシュフォール伯家の女子相続人アデライード・ド・ロシュフォールと結婚し、それによりロシュフォール伯位を得た。1063年に父と一緒にサン＝ピエール・ダノン修道院（フランス語訳）に与えられた2つの王室の勅許状への署名以降、ロシュフォール伯ギー1世と名乗るようになった。
ロシュフォール伯となったギーは、ロシュフォール伯領近郊のソンシャン小修道院に関する論争のために、サン＝ブノワ＝シュル＝ロワール修道院（フランス語版）の修道僧たちを暴行した。父に素行を咎められたギーは所領に不当に課していた関税を放棄した。それは1067年に王フィリップ1世の証書によって確認されている。グラン＝ボーリュにあるハンセン病療養所に自分の所領ロシュフォールから毎年5キュビトの鉄を徴収するように命じた。
父モンレリ伯ギー1世がロンポンに隠棲した際、ロシュフォール伯ギー1世は、親の相続人となる子女より年少の者に母方の財産を譲渡する慣習に従い、グルネー（フランス語版）とシャトーフォール（フランス語版）領の3分の1を所有することになった。その後、ラ・フェルテ＝ボードゥアン（フランス語版）とゴメッツ＝ル＝シャテル（フランス語版）領を受領し、妻アデライードの持参金であったラ・フェルテ領全体を相続し、所有するに至った。
1079年頃、パリのノートルダム寺院院長ジャン・ド・グランポンが就任する前に、ギーと妻アデライード（アラ）は、イットヴィル（フランス語版）の土地、ブシェとサントーバンの土地で徴収した正当な関税と不当な関税、ガレンヌと道路の権利、ル・ブーシェのブドウ畑をすべてノートルダム寺院パリ支部に布施として寄付した。
ギーは1091年には国王フィリップ1世の信頼を得て、フランス王付きのセネシャルとなり1091年から1095年まで務め、『侍従長ギ・ド・ロシュフォールの印章（Signum Widonis dapiferi de Rupeforti）』が国王の特免状に付された。1092年には特免状が発行され、フィリップ1世は王家のセネシャルとしたギーにシャルトル司教イヴォ（1040年 - 1116年頃）と交渉し、アンジュー伯フルク4世妃ベルトラード・ド・モンフォール（1070年 - 1117年頃）との結婚を認める教皇からの書簡を、いかなる手段を行使してでも入手するように命じた。その後、ギーはベルトラードとフィリップ1世の結婚を認める教皇からの手紙を強引に入手した。1093年と1095年の2通の手紙は今でも保存されており、それによるとフィリップ1世とベルトラードの結婚を認めることを教会は拒否している。
そのため教皇ウルバヌス2世の首席司教であったユーグ・ド・ディー（フランス語版）（1040年頃 - 1106年頃）は、1094年10月、彼の主宰するオータン宗教会議で、彼の要請によりフランス王フィリップ1世を破門し、その破門は1095年のクレルモン宗教会議で教皇ウルバヌス2世（1042年 - 1099年）自身によって確認され、1096年から1104年までの間、フランス王国に聖務停止命令が出された。教皇ウルバヌス2世は1094年に別の証書に署名し、1095年末にも別の証書に署名した後、1096年に教皇を辞職し第1回十字軍にて聖地巡礼の旅に出たとされる。後にフランス王の協力を得たかった教皇パスカリス2世（1050年 - 1118年頃）によってフランス王国の聖務停止命令が解除された。
1094年、ギーと妻アデライードは、教皇にラ・フェルテ＝ボードゥアン（フェルテ＝アレ）の教会、製粉所や共同釜の什器、領地全体の耕作可能な土地を寄進した。当時から後のフランス革命までの間、ラ・フェルテは修道院と道路という2つの領地に分割されており、修道院（フランス語版）は、町とその領土の半分が領有権に含まれていた。名目上修道院長が首長となり司法を行っていた。ギー1世及び息子ユーグは1079年から1108年までラ・フェルテの領主であった。1108年、ルイ6世がラ・フェルテを継承した。
1096年に第1回十字軍遠征に出発し、1104年に帰国した。1101年6月初旬にギーはニコメディアにいたことが証明されており、翌年8月5日にはアメイジア付近でトルコ人と戦い、コンスタンティノープルに到着した生存者の中に含まれていた。ギーは栄光と名誉に包まれてフランスに帰国した。
ギーは後妻エリザベート・ド・クレシーとの娘、リュシエンヌをルイ王太子に嫁がせた。この縁組は、王室に対するギーの影響力を強めたが、その一方で他の王侯貴族達から妬みと反感を買った。王妃ベルトラード・ド・モンフォールは自分が産んだ王子フィリップ・ド・マントをフィリップ1世の次期王に推すロシュフォール家の娘リュシエンヌを政敵であった継子ルイと結婚させ、宮廷内での弱体化を図った。ルイ王太子はベルトラード王妃及びフィリップ王子派であったロシュフォール伯ギー1世の娘との結婚には非常に不本意であった。ギーと対立していた親族ガルランド家がロシュフォール家失脚の陰謀を企て、ルイ王太子に継母ベルトラードの計画を明かしたことにより、血縁関係を理由に教皇パスカリス2世から訴えられ、リュシエンヌとの婚姻の無効が成立した。
ギーは、フィリップ1世崩御後に次代フランス王として即位したルイ6世に反抗し、封臣達を組織し有力者であるシャンパーニュ・ブロワ伯ティボー4世を味方につけることに成功し反乱を起こしたが、最終的にルイ6世により鎮圧された。王に鎮圧され、失脚したギーは修道僧となり、グルネーの修道院に隠棲し1108年8月以前に死去した。3月9日、ロンポンのノートルダム司祭館でギーの追悼式が行われた。
ギーは生涯、パリ周辺、特にグルネー＝シュル＝マルヌ（フランス語版）に礼拝堂（フランス語版）を建設し、マロル＝アン＝ブリ（フランス語版）にも聖アルヌルフの信仰を広めることに尽力した。

## 家族
ギーは初婚でアデライード・ド・ロシュフォールと結婚した。以下1男1女に恵まれた。
- ギー3世 - 1108年にロシュフォール伯位を継承、ロンポンの修道院にソリニー領を寄進した[15]。1112年、彼はブロワ伯ティボー4世と戦争し、ピュイゼ城（フランス語版）の前で戦死した[16]。後継者となる子女がいなかったため、実妹ベアトリスがロシュフォール伯位を継いだ。
- ベアトリス（もしくはアニェス）（フランス語版） - ルイ6世の寵臣であった、グルネー＝シュル＝マルヌ（フランス語版）領主及びロシュフォール伯、ムラン伯の家臣であり王の相談役、1108年7月から1118年までフランスのセネシャルを務めたアンソー1世・ド・ガルランド（1069年 - 1118年）と結婚し娘をもうけた。
  - アニェス・ド・ガルランド （フランス語版）（1122年 - 1143年） - ロシュフォール女伯、グルネー及びゴメッツ女領主。1120年に先王妃ベルトラードの実弟モンフォール領主アモーリー3世と結婚し、おそらく1137年もしくは1140年にルイ6世の王子ドルー伯ロベール1世（1123年生）と再婚した。

2人目の妻コルベイユ伯ブシャール2世未亡人エリザベート・ド・クレシーと再婚し、ギー1世はクレシー＝アン＝ブリー（フランス語版）領を得た。エリザベートとの間に以下2男3女もうけた。
- ユーグ（1147年没） - フランス王国のセネシャル。クレシー＝アン＝ブリー（フランス語版）及びグルネー＝シュル＝マルヌ（フランス語版）領主。
- ビオット（もしくはビオト） - 1076年からシャトー＝ランドン（フランス語版）伯及びガティネ副伯フルクと結婚。1118年以降に死去。
- リュシエンヌ（1094年 - 1137年） - 1104年に10歳程でフランス王太子時代のルイ6世と結婚したが即位前に離婚し、1107年にギシャール3世・ド・ボジューと結婚。マナセ・ド・トゥルナン（フランス語版）によると 1140年頃、実兄ユーグと妹のベアトリス、そして夫の同意を得て、エグリ（フランス語版）とボワシー（フランス語版）の領地をロンポンのノートルダム修道院に寄進したとされる[19]。
- ベアトリス - 1118年にクレシー女領主。1120年頃にマナセ・ド・トゥルナン（またはマナセ・ド・トゥルネーム）と結婚し、ギー、ユーグ、ジャンの3男をもうけ、ファヴィエール（フランス語版）にサン＝トゥアン修道院を創設した。後にピエールフォン領主ドルー1世と再婚し、1144年にはクレシー領の通行税の一部をヴュー・クレシーのサン・マルタン教会に寄進した。後夫との間に、以下4子をもうけた。
  - ドルー（フランス語版） - ピエールフォン領主
  - アード - クレシー女領主。シャティヨン領主ゴーシェ2世と結婚。
  - マルグリット - ピエール・ド・ヴィック＝シュル＝エーヌと結婚。イエールとロンポンの勅許状に生存記録を残している[20]。
  - ギー2世（フランス語版）（1115年没） - ロシュフォール伯位を継承